# Mario Bros.
Mario Bros. ist ein Arcade-Jump-’n’-Run-Spiel, das 1983 von Nintendo unter der Leitung von Shigeru Miyamoto entwickelt und publiziert wurde. Es ist der indirekte Nachfolger von Donkey Kong (der Direkte Nachfolger ist Donkey Kong Jr.). In Mario Bros. geht es um den Klempner Mario, der zusammen mit seinem Bruder Luigi Kreaturen besiegen muss, die in der New Yorker Kanalisation ihr Unwesen treiben. Das Gameplay besteht im Grunde daraus, dass Mario die Schädlinge vernichtet, indem er sie auf ihren Rücken wirft und sie dann wegkickt. Das Spiel wurde mehrmals in anderen Spielen neu aufgelegt. Der Nachfolger des erfolgreichen Mario Bros. ist Super Mario Bros., eines der bisher meistverkauften Computerspiele. Mario Bros. kann auch mit zwei Spielern gespielt werden. Das Spiel verkaufte sich rund 1,63 Millionen Mal. Die NES-Version des Spieles verkaufte sich 90.000 Mal.

## Entwicklung
Neben herkömmlichen Arcade-Systemen wurde Mario Bros für das Nintendo Entertainment System entwickelt. Am 8. Dezember 2006 erschien eine Version für die Wii und am 20. Juni 2013 folgte eine Version für die Wii U.

### Entwicklung des Spielprinzip
Für Mario Bros. arbeitete Miyamoto mit Gunpei Yokoi zusammen. Für den Ton war Hirokazu Tanaka zuständig. Yokois Idee war es, dass in dem Spiel zwei Spieler gegeneinander antreten können, und dass Mario höher springen kann als im Vorgänger und auch Stürze aus hohen Distanzen überlebt. Miyamoto war damit einverstanden und entwickelte einen Prototyp, bei dem Mario springen und laufen konnte. Die nächste Frage, die sie sich stellten war, was für eine Art Spiel überhaupt entstehen sollte. Sie kamen auf die Idee, auf die vielen Ebenen Gegner zu platzieren, die besiegt werden, indem man von unten gegen die Gegner springt. Das stellte sich aber als zu einfach heraus. Daher entschieden die Entwickler, dass man die Gegner zunächst betäuben muss, und sie danach besiegen kann. Dafür wiederum war eine gegnerische Figur vonnöten, die, wenn sie auf dem Rücken liegt, nach einigen Sekunden wieder aufsteht. So kamen Yokoi und Miyamoto auf die Idee, Schildkröten, im Spiel Koopas genannt, einzubauen.

„Die Schildkröte war die einzige Lösung! Schlägt man von unten auf sie, kippt sie um! Lässt man sie so liegen, steht sie irgendwann von selbst wieder auf!“

Wenn eine Schildkröte im Spiel betäubt wird, steht sie nach einigen Sekunden auf. Die Entwickler dachten darüber nach, wie man dem Spieler andeuten solle, dass die Schildkröte wieder aufsteht. Miyamoto hatte zunächst vor, sie mit ihren Beinen zappeln zu lassen. Tanakas Idee war, die Schildkröte verliert ihren Panzer und findet diesen nach einigen Sekunden wieder.
Ein weiteres Element des Spiels sind Röhren. Das Problem bei der Entwicklung war, wenn der Spieler die Schildkröten nicht besiege, würden irgendwann zu viele Schildkröten auf der Bodenebene sein. Daher kam die Idee, dass wenn ein Spielelement die eine Bildschirmseite verlässt, es aus der anderen Seite wieder rauskommt. Damit war die Problematik noch nicht gelöst. Als Miyamoto an einem Abend von der Arbeit nach Hause fuhr, sah er eine Betonwand mit mehreren Rohren. Das regte ihn dazu an, im Spiel die Gegner aus Röhren erscheinen zu lassen, und wenn sie nicht besiegt werden, sie wieder in die Röhren verschwinden zu lassen.

„Dann, eines Tages auf dem Weg nach Hause vom Büro sah ich eine Betonwand, aus der mehrere Abwasserröhren herausragten. Ich dachte: "Die sind perfekt!" (lacht) Es ist jedem klar, dass etwas in ein Rohr hinein- und wieder herauskommen kann.“

Im Vorgänger Donkey Kong musste „Jumpman“ über Plattformen gesteuert werden. Die Figur wurde in Mario Bros. optisch angepasst und in Mario umbenannt. Miyamoto hatte sich Mario als hart arbeitenden Schwerarbeiter vorgestellt und weil Mario Bros. im Untergrund spielt, entschied er sich, dass Mario ein Klempner ist. Das Entwicklerteam wählte New York als Handlungsort, da die Stadt ein ausgeprägtes unterirdisches Röhren-Labyrinth bietet. Anders als in Donkey Kong geht es in Mario Bros. primär nicht mehr darum, Hindernisse zu überwinden, sondern gegnerische Kreaturen zu besiegen. Ein sehr häufig auftauchender Gegner sind Schildkröten. Miyamoto wählte diese, da sie, wenn sie erst einmal auf dem Rücken liegen, hilflos sind. Ursprünglich war vorgesehen, dass Mario die Gegner mit einem Sprung auf den Kopf besiegen kann. Dies jedoch hätte bedeutet, dass der Automat berechnen müsste, ob Mario den Gegner von oben oder von der Seite berührt hat. Ein entsprechender Algorithmus wäre derart komplex gewesen, dass der Automat die Aufgabe nicht bewältigen konnte. So blieb es bei einem Sprung von unten. Der Sprung auf den Gegner wurde allerdings in die Nachfolger von Mario Bros. implementiert.

## Spielbeschreibung

### Hintergrundgeschichte
Die zwei Klempner, Mario und Luigi, arbeiten in Kanälen, die plötzlich von Gegnern überströmt werden. Die Brüder müssen nun die Gegner besiegen und Münzen sammeln, um ihren „Preis“ zu erhalten.

### Spielprinzip
In Mario Bros. muss Mario Gegner besiegen, die aus Röhren am oberen Bildschirmrand auftauchen. Jeder Level besteht aus ein paar Plattformen, auf die Mario springen kann. Gegner besiegt er, indem er von unten gegen die Plattform springt, auf der der Gegner steht, und ihn dann oben wegtritt. Für jeden besiegten Gegner gibt es Punkte, wenn alle Gegner eines Levels besiegt wurden, startet der nächste Level. Wurde Mario von einem Gegner berührt, verliert er einen Versuch, hat er alle Versuche verloren, ist das Spiel vorbei. Außerdem existieren zwei schwebende „POW-Blöcke“, gegen die jeweils drei Mal gesprungen werden kann. Ein Sprung gegen einen POW-Block bewirkt, dass alle Gegner auf dem Bildschirm besiegt werden.

## Charaktere

### Spielbare Charaktere
Der Spieler kann die beiden Hauptfiguren Mario und seinen Bruder Luigi steuern. In der Mehrspielerversion ist es zudem möglich, zwei weitere Charaktere, den Blauen und den Gelben Toad, zu spielen.

### Gegner
In Mario Bros. hat der Spieler mit verschiedenen Gegnern zu kämpfen. Schildkröten sind die ersten und schwächsten Gegner des Spiels. Sie können durch einen einfachen Sprung gegen die unter ihnen befindliche Plattform außer Gefecht gesetzt werden. Sie treten in jedem Level auf. Krabben sind starke Gegner, die durch einen Sprung gegen die unter ihnen befindliche Plattform noch stärker werden. Erst ein weiterer Sprung setzt sie außer Gefecht. Ihr erster Auftritt ist in Phase 4. Die Fliegen stellen eher schwächere Gegner dar, welche aber wegen ihrer dauerhaften Sprünge nicht so leicht außer Gefecht gesetzt werden können. Sie kommen das erste Mal in Phase 6 vor. Froster tauchen zufällig auf, um eine Plattform des Levels zu vereisen. Durch die Vereisung verliert man leichter die Kontrolle und ist somit den Gegner schneller ausgeliefert. Froster gibt es zum ersten Mal in Phase 9 zu sehen.
Zusätzlich zu den lebenden Gegnern gibt es auch noch einige physische. Eiszapfen, zum Beispiel, hängen an Plattformen, bis sie nach einiger Zeit hinunterfallen. Sie treten erst spät, in Phase 16 auf. Genau so tauchen auch Feuerbälle zufällig auf und bringen den Spieler in schwierige Situationen. Die Steigerung der Feuerbälle sind die Grünen Feuerbälle. Sie haben eine erhöhte Geschwindigkeit, so ist es schwieriger, ihnen auszuweichen. Die Grünen Feuerbälle wurden in den späteren Versionen durch die Buu Huus ersetzt.

## Rezeption
Das deutsche Spielemagazin Power Play bezeichnete die NES-Version des Spiels als „rundum gelungen“. Insbesondere der Zwei-Spieler-Modus böte viel Spielspaß. Redakteur Martin Gaksch kritisierte lediglich flackernde Sprites.
GameSpot vergab 4,9 von 10 Punkten und 8 von 10 Punkten bei der Nutzerwertung. IGN vergab eine Wertung von 4,5 von 10 Punkten. Beide bewerteten dabei die Virtual-Console-Version des Spiels auf der Wii. Sowohl Greg Kasavin von Gamespot als auch Lucas Thomas von IGN lobten den Mehrspieler-Modus des Spiels. Jedoch bemängelte Kasavin, dass die Virtual-Console-Version die NES-Version gut widerspiegele, dabei aber auch keine Verbesserungen mache. Der Bildschirm flackere auch in der neueren Version immer noch.

## Bedeutung
Mario Bros. war der Vorgänger des viel diskutierten und berühmt gewordenen Spiels Super Mario Bros., welches einen großen Einfluss auf das gesamte Jump-’n’-Run-Genre hatte. Als der Vorgänger beinhaltet Mario Bros. einige wesentliche Eigenschaften des Nachfolgers und gilt somit auch als ausschlaggebend für die Kult-Reihe.